# Михаил Папагеоргиу
Михаил Папагеоргиу (на гръцки: Μιχαήλ Παπαγεωργίου) е гръцки учен от XVIII век.

## Биография
Роден е на 26 февруари 1727 година в западномакедонския град Сятища, тогава Османската империя, днес Гърция. Баща му Георгиос е свещеник. Учи в гръцкото училище в Сятища, а по-късно отива в Янина, където учи философия при Евгениос Вулгарис. Връща се в Сятища и работи като учител. След това в продължение на много години е учител в различни училища. Заминава за Германия, където учи философия и медицина. Установява се трайно във Виена и преподава там на децата на гръцки емигранти. Преподава и в Буда и Пеща. Умира във Виена на 19 юни 1796 година, както е отбелязано в гръцката църква. Папагеоргиу пише и публикува много учебници. Автор е и на „Απάντηση εις τους συλλογισμούς του σοφωτάτου Κολλαρίου περί της εκπορεύσεως του αγίου Πνεύματος.“